# ينغي أرخ (غرغين)
ینغي أرخ (بالفارسية: ینگی ارخ) هي قرية تقع في إيران في قسم غرغین الريفي. يقدر عدد سكانها بـ 126 نسمة بحسب إحصاء 2016.